# 豆包
豆包或黏豆包，是一种以大黄米粉或小黄米粉为皮，以豆沙为馅，蒸熟后食用的包點食品，一般在中国北方地区出现。
後來出现以麵粉为皮的豆包，由於外表與馒头相似，通常在豆包上点上胭脂。馅料也逐渐简化，不用豆沙而直接将红豆煮熟後加糖為餡。